# ルッジェーロ・レオンカヴァッロ
ルッジェーロ・レオンカヴァッロ（Ruggero Leoncavallo, 1857年4月23日 ナポリ - 1919年8月9日 モンテカティーニ）は、イタリアのオペラ作曲家、台本作家。

## 人物
ナポリ音楽院で学ぶ。数年間の教育活動の後、自作のオペラ上演の機会を得ようと努力したが、果たせなかった。オペラ『道化師 (Pagliacci)』が1892年にミラノで上演されるとたちまち成功をおさめた。これは今日標準的なオペラの演目に残っている唯一のレオンカヴァッロ作品であり、それ以外の歴史的歌劇などは上演される機会はない。翌年『メディチ家の人々 (I Medici)』を、1896年には『チャタートン (Chatterton)』を発表するが、どちらも興行的には失敗に終わった。その後のオペラは、『ザザ (Zazà, 1900年)』や『ベルリンのローラント (Der Roland, 1904年)』がある。
文才に恵まれ、また同時代のフランス文学に通暁していたレオンカヴァッロは、台本作家としてもそこそこの成功を収めた。レオンカヴァッロは初期のオペラでは自ら台本を書いており、また他の作曲家のオペラの台本も書いている。プッチーニの出世作『マノン・レスコー』の脚本にも協力した。

## 作品

### オペラ
- 道化師 (Pagliacci) 1892年、ミラノ
- メディチ家の人々（I Medici）1893年、ミラノ
  - 未完に終わった三部作「黄昏（Crepusculum）」の第1作。
- チャタートン（Chatterton）1896年、ローマ
- ザザ (Zazà)　1900年、ミラノ
- ベルリンのローラント (Der Roland von Berlin) 1904年、ベルリン
- マーヤ (Maia)　1910年、ローマ）
- ジプシーたち (Gli Zingari)　1912年、ロンドン
- ミミ・パンソン (Mimi Pinson)　1913年、パレルモ　(ラ・ボエームの改訂版)
- エディプス王 (Edipo Re)　1920年、シカゴ

### オペレッタ
- フィガロの青春時代 (La jeunesse de Figaro)　1906年、アメリカ
- マルブルック (Malbrouck)　1910年、ローマ
- いばらの姫君 (La reginetta delle rose)　1912年、ローマ
- いらっしゃいますか (Are you There?)　1913年、ロンドン
- 志願者 (La candidata)　1915年、ローマ
- Prestami tua moglie　1916年、モンテカティーニ
- ゴッフレード・マメリ　(Goffredo Mameli) （1916年、ジェノヴァ）
- A chi la giarrettiera?　1919年、ローマ
- はじめての口づけ (Il primo bacio)　1923年、モンテカティーニ
- La maschera nuda　1925年、ナポリ

### その他の作品
- 交響詩「5月の夜（La nuit de mai）」（テノールと管弦楽のための） 1886年、パリ
  - アルフレッド・ド・ミュッセの詩による。2009年、プラシド・ドミンゴによるCDがリリースされた。
- 交響詩「セラフィトゥス・セラフィタ（Séraphitus Séraphita）」 スカラ座、1894年
  - オノレ・ド・バルザックの小説による。
- 「朝の歌（Mattinata）」などの多数の歌曲